# Marian Chachaj
Marian Stanisław Chachaj (ur. 26 kwietnia 1946 w Gorzkowie) – polski historyk, profesor nauk humanistycznych, profesor nadzwyczajny w Zakładzie Historii XVI–XVIII wieku Instytutu Historii Uniwersytetu Marii Curie-Skłodowskiej (od 2002).
Specjalizuje się w historii nowożytnej i historii kultury. W 1970 ukończył studia historyczne na Uniwersytecie  Marii Curie-Skłodowskiej w Lublinie. Doktorat obronił w 1979. Habilitował się w 1999. Tytuł naukowy profesora uzyskał w 2016.
W 2014 został odznaczony Złotym Krzyżem Zasługi.

## Publikacje monograficzne
- Zagraniczna edukacja Radziwiłłów od początku XVI do połowy XVII wieku (1995)
- Związki kulturalne Sieny i Polski do końca XVIII wieku : staropolscy studenci i podróżnicy w Sienie, Sieneńczycy i ich dzieła w Polsce (1998)